# Kortikale Oszillationen
Kortikale Oszillationen (med. kortikal, von der Gehirnrinde (Kortex) ausgehend), (von lat. oscillare „schwingen“, „schwanken“, „schaukeln“) sind rhythmische elektrische Potentiale in den Hirnarealen, die sich synchronisieren müssen, um Informationen auszutauschen. Sie sind an der Wahrnehmung von Musik und Sprache beteiligt, und auf die Erkennung von Sequenzen und Abläufen.

## Funktionen
Die kortikalen Oszillationen dienen hauptsächlich der Verarbeitung äußerer Reize, i. Allg. Klänge, Sprache etc.
Solche Rhythmen im Gehirn, sind sehr präzise mit der Sprache synchronisiert, um es zu ermöglichen, einen fortlaufenden Sprachfluss zu verstehen. Auch bei der Verarbeitung von komplexen Lautmustern wie Musik, spielen solche kortikalen Oszillationen eine wichtige Rolle.
Die Schwingungen unterliegen nach Untersuchungen auch Lernprozessen, denn sie unterscheiden sich bei Musikern und Nicht-Musikern. Die Anpassung an die Tonstruktur der Musik gelang den Musiker deutlich besser. Sie erlangten den Einklang deutlich schneller, als die Nicht-Musiker Probanden.

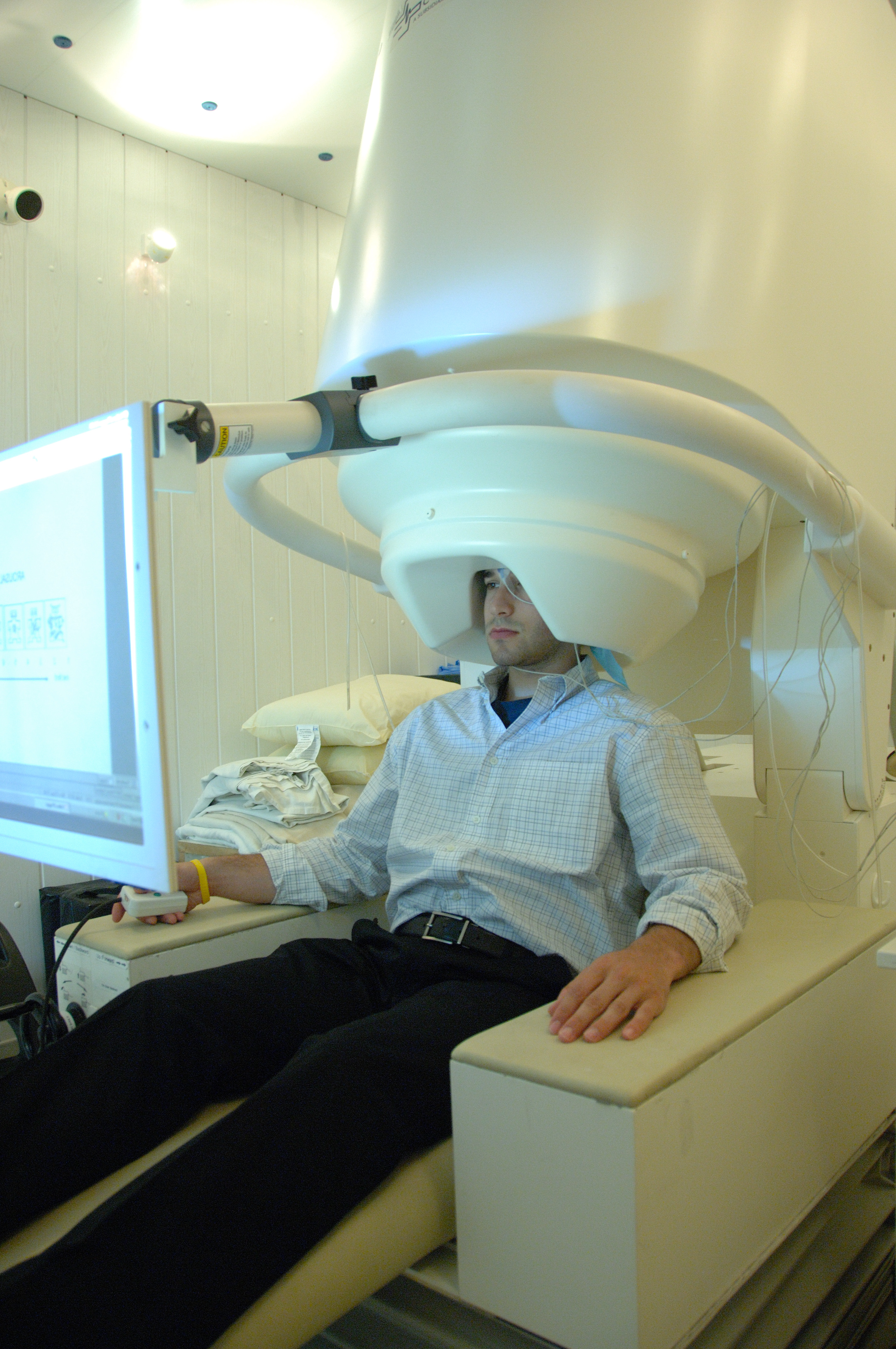

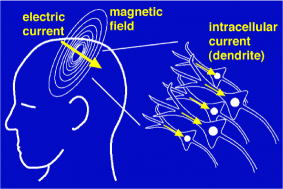

- Die Studie, die im Fachjournal Proceedings of the National Academy of Sciences (PNAS) erschienen ist, wirft ein neues Licht auf die Bedeutung der kortikalen Oszillation, für die Erkennung von musikalischen Sequenzen. Sie konnten die Rhythmen im Gehirn isolieren, die dem Tempo in der gehörten Musik entsprachen. Die Befunde zeigten, dass das Vorhandensein dieser Rhythmen unsere Wahrnehmung von Musik und von Tonhöhenänderungen verbessert. Man stellte fest, dass Musiker stärker ausgeprägte Oszillationen aufweisen, als Nicht-Musiker. Dies zeigt, dass man die effizientere Nutzung des auditorisches Wahrnehmungssystem trainieren kann.  Frühere Studien konnten bereits zeigen, dass Rhythmen im Gehirn sehr präzise mit der Sprache synchronisiert sind und uns dadurch helfen, einen fortlaufenden Sprachfluss zu verstehen. Das Mitschwingen sorgt dafür, dass wir Silben, Wörter und Sätze in der gesprochenen Sprache als solche wahrnehmen können. Auch wenn sie nicht wie in der Schriftform, durch Leerstellen oder Satzzeichen voneinander getrennt sind. Bisher war allerdings noch nicht bekannt welche Rolle diese Rhythmen im Gehirn bei der Verarbeitung von anderen komplexen Lauten wie zum Beispiel Musik spielen. Um dies zu beantworten, wurde Magnetoenzephalographie eingesetzt. Damit wurden winzige magnetische Felder gemessen, die durch Gehirnaktivität erzeugt werden. Die Studienteilnehmer wurden gebeten kleine Tonhöhenveränderungen zu identifizieren. Solche die sich in 13 Sekunden langen Ausschnitten aus klassischen Klavierstücken zu hören waren (Bach, Beethoven, Brahms) und die sich hinsichtlich des Tempos unterschieden, von einer halben Note bis zu acht Noten pro Sekunde. Die Wissenschaftler teilten die Teilnehmer in Musiker (mindestens sechs Jahre musikalische Ausbildung und aktiv praktizierend) und Nicht-Musiker ein. Für Musik, die aus mehr als einer Note pro Sekunde bestand, zeigten sich sowohl bei Musikern als auch bei Nicht-Musikern kortikale Oszillationen, die sich mit der Geschwindigkeit der Töne im gehörten Stück synchronisierten. Daraus schließen die Wissenschaftler, dass diese Oszillationen bei allen Teilnehmern dafür sorgten, die gehörten Laute zu verarbeiten. Allerdings zeigten sich Unterschiede, da die Musiker viel schneller und insbesondere bei ungewöhnlich langsamen Stücken mit dem Takt der Musik in Einklang kamen. Der neuronale Rhythmus des Gehirns scheint also eine Rolle zu spielen bei der Analyse von Klangströmen und ihre Aufteilung in größere Einheiten, die dann als Sprache oder Musik wahrgenommen werden.

- Bei weiteren Untersuchungen des auditorischen Gedächtnis, mittels magnetoenzephalographischer Auskultation, legten die Verfahren nah, dass im auditorischen, ähnlich wie im visuellen System, räumliche und musterbezogene Informationen in getrennten dorsalen und ventralen Pfaden verarbeitet werden. In einer Reihe von Untersuchungen wurde gezeigt, dass Veränderungen der Position einer Geräuschquelle zu erhöhter oszillatorischer Aktivität führt. Im Gammaband (ca. 30–100 Hz), wurde eine höhere Beanspruchung der parietalen Regionen gemessen. Wogegen Veränderungen akustischer Muster, über den Temporallappen, und unteren Präfrontalen Cortex begleitet waren. Durch aufkommende Fragen betreffend der Merkfähigkeit in gewissen Hirnregionen wurden räumliche und musterbezogene Kurzzeitgedächtnisstudien durchgeführt. Gesunde Probanden mussten jeweils die Identität zweier akustischer Reize (S1 und S2) mit einem Intervall von 0,8 Sekunden beurteilen. Wenn das Einprägen der Geräuschposition von S1 beansprucht wurde, war die Gammaband-Aktivität über dem linken hinteren Scheitellappen erhöht. Sollten dagegen die Muster von Silben gemerkt werden, trat erhöhte oszillatorische Aktivität beim unteren Präfrontalen Cortex auf. Zusätzlich waren bei beiden Studien präfrontale Netzwerke aktiviert.  Das beste zeitliche Abbild der Merkfähigkeit von Informationen im Gedächtnis war die Synchronisierung zwischen den auditorischen Teilen und dem Präfrontalen Kortex. Diese Befunde zeigten, dass die Aufrechterhaltung im Kurzzeitgedächtnis mit dynamischen Koppelungen zwischen sensorischen Arealen und frontalen Exekutivnetzwerken einhergehen.

## Studien
1. Eberhard-Karls-Universität
2. Max-Planck-Institut für empirische Ästhetik